# Acraea nia
Acraea nia är en fjärilsart som beskrevs av Embrik Strand 1911. Acraea nia ingår i släktet Acraea och familjen praktfjärilar. Inga underarter finns listade i Catalogue of Life.